# Yves Semen
 (janvier 2025).
Yves Semen, né en 1958, est un écrivain, professeur et conférencier français.

## Biographie
Yves Semen est docteur en philosophie politique de l'université de Paris-Sorbonne, titulaire d'un T.M.D. (Master) en économie sociale et diplômé d'études supérieures en théologie,.
Il est marié et père de huit enfants. Il a créé en 2014 et préside l'Institut de théologie du corps, établissement d'enseignement supérieur privé qui bénéficie d'un accord de coopération avec l'Institut pontifical Jean-Paul II d'études sur le mariage et la famille,. Il est également professeur de philosophie politique et doctrine sociale de l'Église à l'IPC - Facultés libres de philosophie et de psychologie à Paris et directeur de la collection "L'Evangile du corps" aux éditions Mame.
Il fonde en 1987 à Lyon les Hautes Études de Stratégie et de Décision - HESTRAD, école supérieure de management. Dans ce cadre, il a animé de nombreux séminaires pour dirigeants de haut niveau et assuré l’organisation et la direction scientifique d’une dizaine de colloques culturels internationaux.[réf. nécessaire] En 2004, il a participé à la fondation de l’Institut Philanthropos à Fribourg (Suisse) dont il fut directeur jusqu'en 2012. Il a enseigné l'éthique des affaires à HEC Genève dans le cadre du diplôme "Entrepreneurship & Business Development" de 1999 à 2012.[réf. nécessaire]
Auteur d'ouvrages sur le sens chrétien du corps et de la sexualité, notamment la théologie du corps de Jean-Paul II, il a déjà donné plusieurs centaines de conférences et de sessions de formation sur ce sujet en Europe et au Canada. On lui doit notamment d'avoir publié l'édition critique française intégrale des catéchèses de saint Jean-Paul II sur la théologie du corps dans une traduction révisée (Le Cerf 2014).

### Livres
- La sexualité selon Jean-Paul II, Presses de la Renaissance, 2004 (ISBN 978-2-7509-0036-6)[10],[11],[12],[13]
- La spiritualité conjugale selon Jean-Paul II  (préf. cardinal Philippe Barbarin), Presses de la Renaissance, 2010 (ISBN 978-2-7509-0411-1)[14],[15],[16],[17]
- Jean-Paul II et la famille, Éditions des Béatitudes, 2011 (ISBN 978-2840244080)
- La préparation au mariage selon Jean-Paul II, Presses de la Renaissance, 2013 (ISBN 978-2750907594)
- Une année avec Jean-Paul II : Textes choisis et présentés, Presses de la Renaissance, 2014 (ISBN 978-2-7509-0792-1)
- Jean-Paul II. La théologie du corps : Introduction, traduction, index, tables et notes  (préf. cardinal Marc Ouellet), Éditions du Cerf, 2014, 786 p. (ISBN 978-2-2041-0213-1)
- Le mariage selon Jean-Paul II, Presses de la Renaissance, 2015 (ISBN 978-2750909185)
- La Famille selon Jean-Paul II, Presses de la Renaissance, 2016 (ISBN 978-2-7509-1252-9)
- Jean-Paul II. Abrégé de la théologie du corps, Éditions du Cerf, 2016 (ISBN 978-2-204-10624-5)
- Jean-Paul II  (préf. Michael Lonsdale), Presses de la Renaissance - Le Figaro, coll. « Les grandes figures de la spiritualité chrétienne », 2016 (ISBN 978-2-7509-1306-9)

### Ouvrages en collaboration
- avec Thibaud Collin, Bruno Couillaud, Patrick de Laubier et Michel Boyancé, Jean-Paul II, héritage et fécondité, Parole et Silence, 2007 (ISBN 978-2845735989)
  - nouvelle édition Presses universitaires de l'IPC 2014  (ISBN 979-10-93043-05-0)
- avec Jean-Robert Ouimet, Tout vous a été confié… Témoignage d'un chef d'entreprise pas comme les autres, Presses de la Renaissance, 2008 (ISBN 978-2750904494)
- avec Guy Bedouelle, Georges Cottier, François-Xavier Putallaz, Benoît-Dominique de La Soujeole, Henri Torrione et al., État et bien commun, Peter Lang, 2008 (ISBN 978-3039114672)
- avec Michel Aupetit, Thibaud Collin, Philippe Laburthe-Tolra et Xavier Lacroix, Qu'est ce que l'homme ?, François-Xavier de Guibert, 2010 (ISBN 978-2755403992)
- (it) « Théologie du corps », dans Dizionario su sesso, amore e fecondità, Cantagalli, 2019

### Direction d'ouvrages
- La vocation de l'Europe face au bien commun mondial, Thesis, 2001 (ISBN 978-3905653038)
- Laïcisation et sécularisation, questions pour l'Europe de demain, Thesis Verlag, 2002 (ISBN 978-3905653052)
- Quelle conception de l'homme aujourd'hui ?, Thesis Verlag, 2003 (ISBN 978-3905653069)
- Jean-Paul II face à la question de l'homme, Thesis Verlag, 2004 (ISBN 978-3905653076)
- Amour humain, amour divin. Actualité de la théologie du corps, Éditions du Cerf, 2015 (ISBN 978-2-204-10531-6)

### Articles scientifiques - Conférences publiées
- « Approches philosophiques et théologiques du bien commun », dans Mut zur Ethik, 1999 (ISBN 3-906989-53-4)
- « La laïcité entre équivoque et polémique », dans Laïcisation et sécularisation, questions pour l'Europe de demain, 2002 (ISBN 978-3905653052)
- « Les voies d'un renouveau de l'anthropologie : nova et nove », dans Quelle conception de l'homme aujourd'hui ?, 2003 (ISBN 978-3905653069)
- « Le paradoxe anthropologique de la modernité », dans Quelle conception de l'homme aujourd'hui ?, 2003 (ISBN 978-3905653069)
- « Éthique et entreprise : l'entreprise éducatrice ? », dans Éthique et société civile, 2004 (ISBN 978-2903449773)
- « Jean-Paul II et l'anthropologie chrétienne », dans Jean-Paul II face à la question de l'homme, 2004 (ISBN 3-908544-56-4)
- « La personne sexuée : Homme et femme, Il les créa », dans Théorie du Gender, vers une nouvelle identité sexuelle ?, 2012 (ISBN 978-2-249-62240-3)
- « La pédagogie de la sexualité à la lumière de la théologie du corps », dans La teologia del corpo di Giovanni Paolo II, 2012 (ISBN 978-88-95565-92-7)
- « 30 ans après, la théologie du corps », dans Amour humain, amour divin, 2014 (ISBN 978-2-204-10531-6)
- « L'imago Dei chez saint Thomas d'Aquin et saint Jean-Paul II : contradiction ou prolongement », Cahiers de l'IPC, no 83,‎ 2016 (ISSN 2267-0823)
- « Habeas corpus. Variations juridico-théologiques sur le corps », dans Entre tradition et modernité : le droit pénal en contrepoint, Dalloz, 2017 (ISBN 978-2-247-16074-7)
- « Le mystère de l'engendrement : du langage du corps à la surabondance du don », dans Anthropotes, vol. XXXIV/1-2, 2018 (ISBN 978-88-6879-718-8)

### Préfaces
- Sœur Marie-Emmanuel van den Broeck, Femme et homme. Un face-à-face en vérité, Salvator, 2016
- Père Frédéric Dumas, Prêtre et époux ? Lettre ouverte à mon frère prêtre, Mame, coll. « L'Évangile du corps », 2018
- François de Muizon, Un corps pour se donner. Aimer en vérité selon saint Jean-Paul II, Mame, coll. « L'Évangile du corps », 2018
- Inès Pélissié du Rausas, Amour, sexualité… mariage ?, Mame, coll. « L'Évangile du corps », 2018
- Sophie et Godefroy de Bentzmann et Père Paul Habsburg, Reste avec nous, Mame, coll. « L'Évangile du corps », 2019